# Eva Dorrepaal
Eva Dorrepaal (* 17. Oktober 1970 in Leiden, Südholland) ist eine niederländische Schauspielerin. Für lange Zeit war sie die Muse von Regisseur Edwin Brienen und spielte bisher in 13 seiner Filme mit. Dorrepaal lebt zurzeit in New York City.

## Filmografie (Auswahl)
- 1993: Dagboek van een zwakke yogi
- 2001: The Pizza Boy (Kurzfilm)
- 2001: Terrorama! – Regie: Edwin Brienen
- 2003: Lebenspornografie – Regie: Edwin Brienen
- 2004: Revivify (Kurzfilm)
- 2005: Warum Ulli sich am Weihnachtsabend umbringen wollte – Regie: Edwin Brienen
- 2006: Last Performance – Regie: Edwin Brienen
- 2006: Edwin Brienen’s Hysteria – Regie: Edwin Brienen
- 2007: I’d Like to Die a Thousand Times – Regie: Edwin Brienen
- 2009: Revision – Apocalypse II – Regie: Edwin Brienen
- 2009: Phantom Party – Regie: Edwin Brienen
- 2009: Pre-Paradise – Regie: Jorge Torres-Torres
- 2010: All Flowers in Time (Kurzfilm) – Regie: Jonathan Caouette
- 2011: Walk Away Renee – Regie: Jonathan Caouette
- 2011: One Way to Drown (Kurzfilm)
- 2012: Exploitation – Regie: Edwin Brienen